# Lorenzo Riese
Lorenzo Riese (* 17. März 1836 in Mainz; † 28. Mai 1907 in Radebeul; auch Lorenz Riese) war ein deutscher Opernsänger (Tenor).

Lorenzo Riese, Foto von Fritz Luckhardt

## Leben

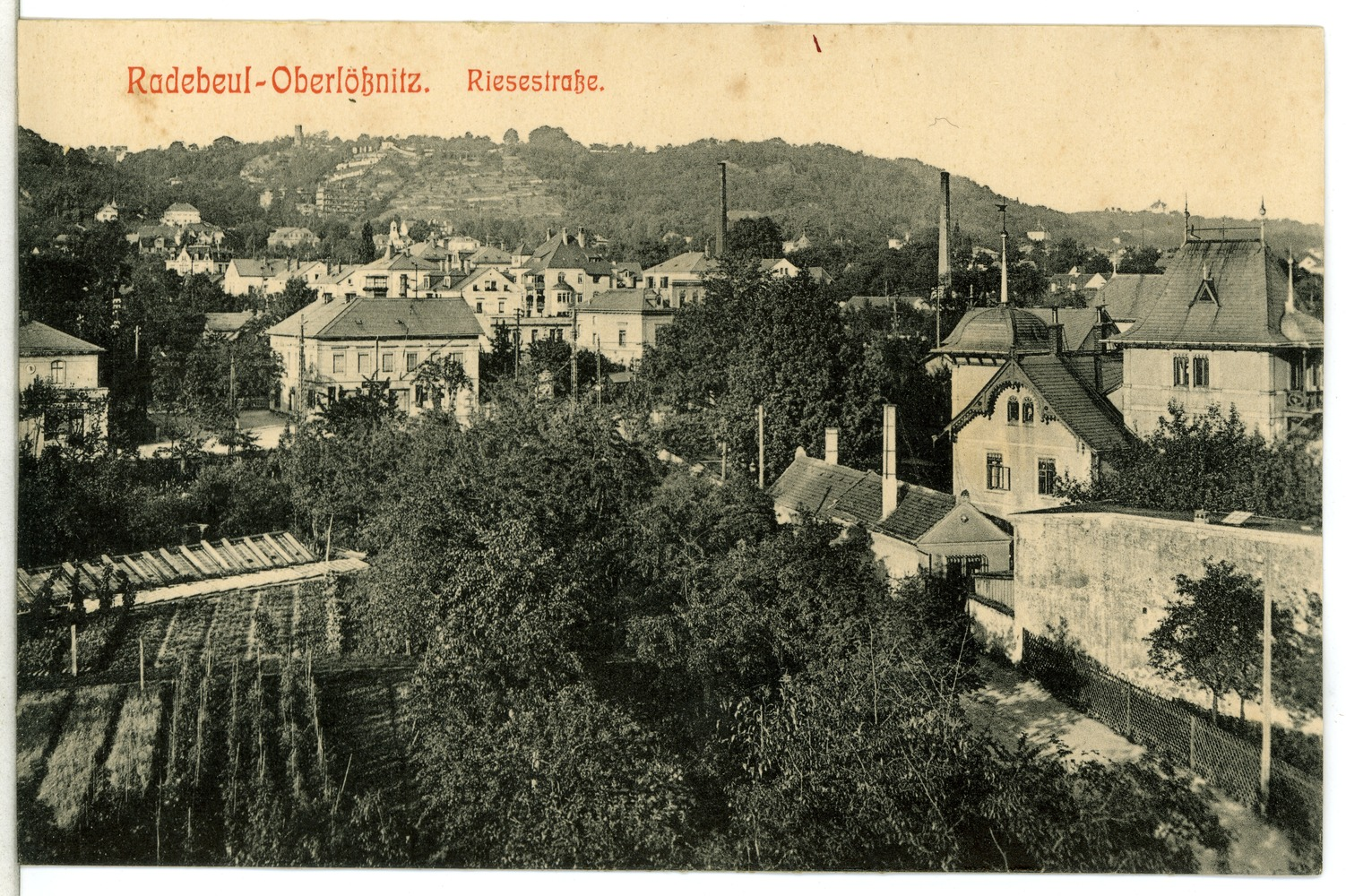
Rechts der ehemalige Wohnsitz Riesestraße 6 von Lorenzo Riese (1911)

Nachdem Riese bereits als Kind verschiedene Musikinstrumente erlernt hatte, wurde er als Sechzehnjähriger Mitglied im Theaterorchester in Mainz als Violinen- und Trompetenspieler. Ab 1855 nahm er Gesangsunterricht beim Kammersänger Ernst Koch in Köln. 1861 debütierte er am dortigen Opernhaus.
Seine Engagements führten ihn nach Hamburg, an die Krolloper in Berlin und an das Stadttheater in Bremen. 1865 war er zurück in Köln, seine Antrittsrolle war der Manrico im Troubadour von Verdi. Ab 1868 war er Heldentenor am Opernhaus in Breslau, nach 1870 am Stadttheater in Nürnberg.
Der Dirigent und Kapellmeister Ernst von Schuch holte den bekannten Tenor ab 1. Mai 1873 als Königlichen Kammertenor an die Dresdner Hofoper, wo er bis 1893 auftrat. In Richard Wagners romantischer Oper Lohengrin fand er seine Paraderolle in der Titelpartie, dazu kamen als herausragende Partien der Tamino in der Zauberflöte und des Eleazar in der Jüdin von Fromental Halévy. Da Riese körperlich eher gedrungen war, trug ihm dies den Spitznamen „Der silberne Frosch“ ein.
Riese wohnte in der 1897 nach ihm benannten Riesestraße, auf der Radebeuler Straßenseite. Sein Haus mit der Straßenadresse Nr. 6 lag an dem Teil der Riesestraße, der bis zur Meißner Straße reichte. Riese hatte laut den Bauakten 1890 den Um- und Neubau seines Domizils fertiggestellt. Auf dem Grundstück an der Ecke zur Meißner Straße stand ein kunstvolles, schmiedeeisernes Tor mit den Buchstaben L.R. Nach dem Erwerb des ländlichen Anwesens 1880 von einem Besitzer Haubold hatte er sich neben Umbauten 1880 einen Musikpavillon, 1882 einen Küchenanbau und 1883 ein Gewächshaus errichten lassen.
Im Jahr 1915 gehörte sein Anwesen der Schulgemeinde Radebeul und es wurde durch den Baurat Ewald Genzmer, Professor an der Technischen Hochschule Dresden, bewohnt. Heute ist das Gelände durch DDR-Fabrikgebäude des ehemaligen VEB Kraftwerksanlagenbau überbaut, Rieses Villa ist verschwunden und an der Meißner Straße bestand bis 2016 das DDR-Museum Zeitreise.
Riese wurde im Krematorium Chemnitz eingeäschert und auf dem Friedhof Radebeul-Ost beerdigt.

## Rollen (Auswahl)
- Lohengrin im Lohengrin (Richard Wagner)
- Tamino in der Zauberflöte (Wolfgang Amadeus Mozart)
- Eleazar in der Jüdin (Fromental Halévy)
- Manrico im Troubadour (Giuseppe Verdi)
- Raoul in Die Hugenotten (Giacomo Meyerbeer)
- Roger in Maurer und Schlosser (Daniel-François-Esprit Auber)
- Achill in Iphigénie en Aulide (Christoph Willibald Gluck)
- Chapelou in Der Postillon von Lonjumeau (Adolphe Adam)
- Fra Diavolo in Fra Diavolo (Daniel-François-Esprit Auber)
- Edgardo in Lucia di Lammermoor (Gaetano Donizetti)